# Nihilum
Nihilum ist ein europäischer E-Sport-Clan, der vom Schweden Thomas Bengtsson „Kungen“ Amèdèo 2004 gegründet worden ist. Nihilum besitzt eine World-of-Warcraft-Sektion. Der Hauptsponsor ist Kinguin.

## Geschichte
Nihilum hat seinen Namen von der gleichnamigen World-of-Warcraft-Gilde, die im Jahr 2004 gegründet worden ist. 
2015 hat sie es als 14. Gilde geschafft, den Endboss im Raid Die Höllenfeuerzitadelle auszuschalten, womit sie zu den besten Gilden in World of Warcraft gehört. Im Januar 2015 hat sich Thomas Bengtsson „Kungen“ Amèdèo dazu entschlossen, mit Kinguin zusammenzuarbeiten, um einige der besten Spieler in Hearthstone: Heroes of Warcraft in der Welt zu rekrutieren. So erreichte der deutsche Adrian „Lifecoach“ Koy unter Nihilum einen Sieg beim Viagame House Cup und gewann dort 10.000 $. Nihilum unterstützte für eine kurze Zeit eine Sektion in Heroes of the Storm und Counter-Strike: Global Offensive, deren Erfolge jedoch ausblieben und die somit wieder aufgelöst worden waren. Im September 2015 siegte Nihilum auf den Archon Team League Championships und gewann 150.000 US-Dollar. Die Hearthstone-Spieler wechselten Anfang Oktober 2015 zu Gamers2.

## Spieler

### Hearthstone
ehemalige
- Adrian „Lifecoach“ Koy
- Jakub „Lothar“ Szygulski
- Dima „Rdu“ Radu
- Thijs „Thijs“ Molendijk

## Erfolge

### World of Warcraft (PvP)
| Datum     | Platz | Turnier                                       | Preisgeld |
| --------- | ----- | --------------------------------------------- | --------- |
| Aug. 2008 | 1.    | Extreme Masters Season III - Games Convention | 15.000 $  |
| Okt. 2008 | 2.    | Extreme Masters Season III - Los Angeles      | 06.000 $  |
| Okt. 2008 | 1.    | BlizzCon 2008                                 | 75.000 $  |

### Hearthstone: Heroes of Warcraft
| Datum                   | Platz    | Turnier                                     | Preisgeld |
| als Team                | als Team | als Team                                    | als Team  |
| ----------------------- | -------- | ------------------------------------------- | --------- |
| Sep. 2015               | 1.       | Archon Team League Championships            | 150.000 $ |
| Adrian „Lifecoach“ Koy  |          |                                             |           |
| März 2015               | 1.       | Kinguin For Charity - Spring Edition 2015   | 02.500 $  |
| Mai 2015                | 2.       | Kinguin Pro League 2015 Season 1 - Playoffs | 03.000 $  |
| Mai 2015                | 1.       | Viagame House Cup #3                        | 010.000 $ |
| Juli 2015               | 4.       | Vulcun Deckmasters                          | 03.000 $  |
| Aug. 2015               | 2.       | World Cyber Arena 2015 European Qualifiers  | 03.000 €  |
| Thijs „Thijs“ Molendijk |          |                                             |           |
| März 2015               | 3. – 4.  | Viagame House Cup #2                        | 02.500 $  |
| Dima „Rdu“ Radu         |          |                                             |           |
| Apr. 2015               | 2.       | Xfinity Hearthstone Invitational            | 02.000 $  |

### Counter-Strike: Global Offensive
| Datum     | Platz   | Turnier                                  | Preisgeld |
| --------- | ------- | ---------------------------------------- | --------- |
| Apr. 2015 | 5. – 6. | ESEA Season 18 LAN                       | 07.000 $  |
| Juli 2015 | 6.      | ESL ESEA Pro League Season 1 NA Division | 11.500 $  |